# Louis Cafora
Louis Cafora-Carfora II , cunoscut și ca "Fat Louis" și "The Whale" (d. Mai 1979 în South Ozone Park , Queens) a fost un membru al familiei mafiote Colombo și traficant de droguri pentru familia mafiotă Lucchese . Cafora a participat la celebrul jaf de la Lufthansa de pe aeroportul John F. Kennedy în 1978 . 
În martie 1979 , la scurt timp după ce Louis s-a căsătorit cu Joanna Cafora , cei doi au dispărut fiind cel mai probabil uciși de Angelo Sepe și Jimmy Burke . 